# Ossian Sweet
Ossian Sweet, född 30 oktober 1895, död 20 mars 1960, var en afroamerikansk läkare. Han blev känd för sitt självförsvar av sitt nyköpta hus, mot en vit pöbelhop som försökte driva iväg honom från Detroit 1925.

## Biografi
Sweet föddes i Orlando i Florida. Vid sex års ålder bevittnade han en lynchning. Han tog en examen på Wilberforce University och studerade medicin vid Howard University. Han praktiserade i Detroit, studerade vidare i Wien och därefter i Paris, där han deltog på Madame Curies föreläsningar.
Han återvände till Detroit 1924 och började där arbeta på Detroits första sjukhus för svarta, Dunbar. Efter att ha sparat ihop tillräckligt med pengar flyttade han med sin familj till ett område där endast vita människor bodde, på 2905 Garland Street.
Under de följande dagarna omringades Sweets hus upprepade gånger av vita pöbelhopar, påhejade av "Waterworks Improvement Association", som samlades utanför huset för att tvinga iväg honom från området. Runt kl. 10 på torsdagen den 9 september 1925, sköts Leon Breiner, en av de runt 1 000 deltagarna i pöbelhopen, ihjäl, och en annan skadades. Skotten kom inifrån Sweets hus.
Alla elva personerna som befann sig i huset (Sweet, hans fru Gladys, två bröder och vänner som hjälpte Sweet att försvara sitt hem) arresterades och åtalades för mord av en jury, med den unge mannen Frank Murphy som domare. Med hjälp av NAACP lyckades försvaret (lett av Clarence Darrow, assisterat av Arthur Garfield Hays och Walter M. Nelson) förmedla rädslan som Sweet och hans vänner känt vid tillfället, och frågade den helvita juryn om de skulle kunna bortse från de rasmässiga skillnaderna och ge en "neger" en rättvis rättegång. Den första juryn lyckades inte nå en dom efter 46 timmars överläggning.
Försvaret valde då att hålla elva separata rättegångar. Henry Sweet, Ossians yngre bror som hade erkänt att det var han som sköt, prövades först och försvarades återigen av Darrow med advokaten Thomas Chawke från Detroit. Han frikändes efter en överläggning som höll på i fyra timmar. Åtalet mot de övriga åtalade lades då ned.
Sweets senare liv var fyllt av problem. Hans dotter Iva dog vid två års ålder 1926, och hans fru dog något senare; båda av tuberkulos som Gladys hade ådragit sig i fängelset. Breiners änka lämnade in en stämningsansökan för 150 000 dollar, men den avfärdades. Sweet gifte om sig två gånger, men båda giftermålen slutade i skilsmässa. Han begick självmord 1960.